# Центральна збагачувальна фабрика «Комендантська»
Центральна збагачувальна фабрика «Комендантська» — введена в дію у 1969 році з найбільшою на той час у Європі виробничою потужністю 6100 тис. тон антрациту на рік. Проект виконано інститутом «Південдупрошахт».
Вперше у промисловому масштабі було здійснено технологію збагачення антрациту з глибиною до 0 мм і розсівом концентрату на стандартні товарні сорти. З цією метою технологія фабрики передбачала збагачення крупного класу (13-200 мм) у колісних сепараторах СК-32 з магнетитовою суспензією, класу 0,5-13 мм — у відсаджувальних машинах ОМ-18 з підрешітним розташуванням повітряних камер. Шлам 0-0,5 мм, згідно з проектом, збагачувався на концентраційних столах СКПМ-6, які в подальшому були замінені флотаційними машинами. Промислове використання флотації для збагачення антрацитового шламу було застосовано вперше у практиці вуглезбагачення.
Складність умов, нетрадиційність технології і особливості збагачуваної сировини спричинилися до багаторічної напруженої праці виробничників та науковців з пошуку найефективніших технологічних та технічних вирішень, цілий ряд який вийшов у широке застосування через ЦЗФ «Комендантську». Фабрика довгі роки залишалася дослідним полігоном та школою кадрів для вуглезбагачення всього колишнього Радянського Союзу. Пошук продовжується і цього часу, зокрема в відпрацюванні безвідхідної технології обробки шламів із застосуванням найновіших зразків вітчизняного та імпортованого устаткування. Це є одним з чинників того, що фабрика незмінно випускає сортові антрацити без відхилення якості від вимог споживачів.
Місце знаходження: селище Фащівка, Луганська обл., залізнична станція Фащівка.